# Championnats du monde de cyclisme sur route
Pour un article plus général, voir Championnat du monde de cyclisme.
Les Championnats du monde de cyclisme sur route se déroulent sur une course d'un jour, généralement vers la fin de la saison cycliste, tous les ans depuis 1927 pour les hommes, et depuis 1958 pour les femmes.
Ces compétitions sont organisées sous l'égide de l'Union cycliste internationale, le pays organisateur changeant tous les ans. Les mondiaux ont été organisés sur tous les continents à l'exception de l'Afrique et majoritairement en Europe, mais également dans les Amériques (Venezuela, Colombie, États-Unis et Canada), l'Océanie (Australie), ainsi que l'Asie (Japon et Qatar).
Les épreuves se courent sur circuit, et, contrairement à la majorité des courses cyclistes, par équipes nationales (les épreuves cyclistes se déroulant le reste de l'année par équipes de marque).
Chaque fédération nationale désigne un sélectionneur national qui choisit les coureurs nationaux pour participer aux championnats du monde. Actuellement[Quand ?] et selon le nombre de points UCI par nations, chaque pays dispose d'un nombre de coureurs différents allant de 1 à 9 coureurs.

## Histoire
Lors du congrès de l'Union cycliste internationale de 1920 à Paris, la délégation italienne demande l'organisation d'un championnat du monde pour les professionnels, avec le soutien des Belges, des Français et des Suisses. Seul un championnat amateur est organisé à partir de 1921, sous la forme d'un contre-la-montre. Il remplace le championnat du monde de demi-fond amateur, qui n'a plus lieu depuis 1914.
En 1926, lors d'un nouveau congrès de l'UCI à Paris, il est décidé d'ouvrir la compétition aux professionnels dès l'année suivante. Les professionnels et les amateurs participent alors à la même course à l'issue de laquelle sont établis deux classements distincts. Le premier championnat du monde ouvert aux professionnels a lieu au Nürburgring le 21 juillet 1927. Il est remporté par l'Italien Alfredo Binda. Le Belge Jean Aerts, cinquième de l'épreuve, est sacré champion du monde des amateurs.
Depuis 1994, une course « contre-la-montre » est disputée et offre un titre de champion du monde de la catégorie chez les hommes et chez les femmes. En 2022, l'UCI décide d'ajouter deux nouveaux titres pour les athlètes féminines espoirs (moins de 23 ans) : un titre sur la course en ligne et un sur le contre-la-montre individuel. Dans un premier temps, entre 2022 et 2024, les coureuses de moins de 23 ans continuent à courir avec les élites. À partir de 2025, elles courent dans une épreuve séparée. Pour la première fois de l'histoire des championnats, il y a donc autant d'épreuves masculines que féminines.
À partir de 2023 et tous les quatre ans durant les années pré-olympiques, les championnats du monde de cyclisme sur route sont organisés dans le cadre des Championnats du monde de cyclisme UCI (dont la première édition a lieu à Glasgow), et qui rassemblent treize championnats du monde de cyclisme dans différentes disciplines (route, piste, VTT...).

## Maillot arc-en-ciel
Les vainqueurs des épreuves du championnat du monde ont le droit et l'honneur de porter le maillot arc-en-ciel pendant une année, soit de l'obtention du titre jusqu'à sa remise en jeu. Il s'agit en réalité d'un maillot blanc avec les 5 bandes représentant les 5 continents.
Les coureurs qui ont été champions du monde au moins une fois lors de leur carrière ont droit de porter les couleurs arc-en-ciel sur le bord des manches de leur maillot en rappel de leur titre acquis.

## Les épreuves

### Championnats du monde masculin
- Course en ligne (depuis 1927)
- Contre-la-montre (depuis 1994)
- Course en ligne amateurs (1921-1995)[4]
- Course en ligne espoirs  (depuis 1996)[4]
- Contre-la-montre espoirs (depuis 1996)
- Course en ligne juniors  (depuis 1975)[5]
- Contre-la-montre juniors (depuis 1994)[5]
- Contre-la-montre par équipes nationales (1962-1994)[6]
- Contre-la-montre par équipes de marques (2012-2018)[6]

### Championnats du monde féminin
- Course en ligne (depuis 1958)
- Contre-la-montre (depuis 1994)
- Course en ligne espoirs (depuis 2022)
- Contre-la-montre espoirs (depuis 2022)
- Course en ligne juniors (depuis 1987)[5]
- Contre-la-montre juniors (depuis 1994)[5]
- Contre-la-montre par équipes nationales (1987-1994)[6]
- Contre-la-montre par équipes de marques (2012-2018)[6]

### Épreuve mixte
- Contre-la-montre par équipes en relais mixte (depuis 2019)

## Éditions
| Année   | Pays                                               | Ville                                              |
| ------- | -------------------------------------------------- | -------------------------------------------------- |
| 1921    | Danemark                                           | Copenhague                                         |
| 1922    | Royaume-Uni                                        | Liverpool                                          |
| 1923    | Suisse                                             | Zurich                                             |
| 1924    | France                                             | Versailles                                         |
| 1925    | Pays-Bas                                           | Apeldoorn                                          |
| 1926    | Italie                                             | Milan                                              |
| 1927    | Allemagne                                          | Nürburgring                                        |
| 1928    | Hongrie                                            | Budapest                                           |
| 1929    | Suisse                                             | Zurich                                             |
| 1930    | Belgique                                           | Liège                                              |
| 1931    | Danemark                                           | Copenhague                                         |
| 1932    | Italie                                             | Rome                                               |
| 1933    | France                                             | Montlhéry                                          |
| 1934    | Allemagne                                          | Leipzig                                            |
| 1935    | Belgique                                           | Floreffe                                           |
| 1936    | Suisse                                             | Berne                                              |
| 1937    | Danemark                                           | Copenhague                                         |
| 1938    | Pays-Bas                                           | Fauquemont                                         |
| 1939-45 | Non disputés à cause de la Seconde Guerre mondiale | Non disputés à cause de la Seconde Guerre mondiale |
| 1946    | Suisse                                             | Zurich                                             |
| 1947    | France                                             | Reims                                              |
| 1948    | Pays-Bas                                           | Fauquemont                                         |
| 1949    | Danemark                                           | Copenhague                                         |
| 1950    | Belgique                                           | Moorslede                                          |
| 1951    | Italie                                             | Varèse                                             |
| 1952    | Luxembourg                                         | Luxembourg                                         |
| 1953    | Suisse                                             | Lugano                                             |
| 1954    | Allemagne de l'Ouest                               | Solingen                                           |
| 1955    | Italie                                             | Frascati                                           |
| 1956    | Danemark                                           | Copenhague                                         |
| 1957    | Belgique                                           | Waregem                                            |
| 1958    | France                                             | Reims                                              |
| 1959    | Pays-Bas                                           | Zandvoort                                          |
| 1960    | Allemagne de l'Est                                 | Leipzig                                            |
| 1961    | Suisse                                             | Berne                                              |
| 1962    | Italie                                             | Salò                                               |
| 1963    | Belgique                                           | Renaix                                             |
| 1964    | France                                             | Sallanches                                         |
| 1965    | Espagne                                            | Lasarte-Oria                                       |
| 1966    | Allemagne de l'Ouest                               | Nürburgring                                        |
| 1967    | Pays-Bas                                           | Heerlen                                            |
| 1968    | Italie / Uruguay                                   | Imola / Montevideo                                 |
| 1969    | Belgique / Tchécoslovaquie                         | Zolder / Brno                                      |
| 1970    | Royaume-Uni                                        | Leicester                                          |
| 1971    | Suisse                                             | Mendrisio                                          |
| 1972    | France                                             | Gap                                                |
| 1973    | Espagne                                            | Montjuich                                          |
| 1974    | Canada                                             | Montréal                                           |
| 1975    | Belgique                                           | Mettet et Yvoir                                    |
| 1976    | Italie                                             | Ostuni                                             |
| 1977    | Venezuela                                          | San Cristóbal                                      |
| 1978    | Allemagne de l'Ouest                               | Nürburgring                                        |

| Année | Pays                | Ville                |
| ----- | ------------------- | -------------------- |
| 1979  | Pays-Bas            | Fauquemont           |
| 1980  | France              | Sallanches           |
| 1981  | Tchécoslovaquie     | Prague               |
| 1982  | Royaume-Uni         | Goodwood             |
| 1983  | Suisse              | Altenrhein           |
| 1984  | Espagne             | Barcelone            |
| 1985  | Italie              | Giavera del Montello |
| 1986  | États-Unis          | Colorado Springs     |
| 1987  | Autriche            | Villach              |
| 1988  | Belgique            | Renaix               |
| 1989  | France              | Chambéry             |
| 1990  | Japon               | Utsunomiya           |
| 1991  | Allemagne           | Stuttgart            |
| 1992  | Espagne             | Benidorm             |
| 1993  | Norvège             | Oslo                 |
| 1994  | Italie              | Agrigente            |
| 1995  | Colombie            | Duitama              |
| 1996  | Suisse              | Lugano               |
| 1997  | Espagne             | Saint-Sébastien      |
| 1998  | Pays-Bas            | Fauquemont           |
| 1999  | Italie              | Vérone               |
| 2000  | France              | Plouay               |
| 2001  | Portugal            | Lisbonne             |
| 2002  | Belgique            | Zolder et Hasselt    |
| 2003  | Canada              | Hamilton             |
| 2004  | Italie              | Vérone               |
| 2005  | Espagne             | Madrid               |
| 2006  | Autriche            | Salzbourg            |
| 2007  | Allemagne           | Stuttgart            |
| 2008  | Italie              | Varèse               |
| 2009  | Suisse              | Mendrisio            |
| 2010  | Australie           | Melbourne et Geelong |
| 2011  | Danemark            | Copenhague           |
| 2012  | Pays-Bas            | Fauquemont           |
| 2013  | Italie              | Florence             |
| 2014  | Espagne             | Ponferrada           |
| 2015  | États-Unis          | Richmond             |
| 2016  | Qatar               | Doha                 |
| 2017  | Norvège             | Bergen               |
| 2018  | Autriche            | Innsbruck            |
| 2019  | Royaume-Uni         | Yorkshire            |
| 2020  | Italie              | Imola                |
| 2021  | Belgique            | Flandre              |
| 2022  | Australie           | Wollongong           |
| 2023  | Royaume-Uni         | Glasgow              |
| 2024  | Suisse              | Zurich               |
| 2025  | Rwanda              | Kigali               |
| 2026  | Canada              | Montréal             |
| 2027  | France              | Haute-Savoie         |
| 2028  | Émirats arabes unis | Abou Dabi            |
| 2029  | Danemark            | à définir            |
| 2030  | Belgique            | Bruxelles            |

## Tableaux des médailles
Épreuves élites (sénior) de 1927 à 2024

### Par pays
| Rang | Nation             | Or  | Argent | Bronze | Total |
| ---- | ------------------ | --- | ------ | ------ | ----- |
| 1    | Belgique           | 38  | 24     | 23     | 85    |
| 2    | Pays-Bas           | 37  | 34     | 20     | 91    |
| 3    | Italie             | 36  | 37     | 40     | 113   |
| 4    | France             | 28  | 23     | 21     | 72    |
| 5    | Allemagne          | 20  | 21     | 24     | 65    |
| 6    | États-Unis         | 14  | 15     | 12     | 41    |
| 7    | Suisse             | 13  | 17     | 17     | 47    |
| 8    | Grande-Bretagne    | 12  | 10     | 10     | 32    |
| 9    | Union soviétique   | 10  | 14     | 16     | 40    |
| 10   | Espagne            | 10  | 13     | 16     | 39    |
| 11   | Australie          | 8   | 14     | 9      | 31    |
| 12   | Suède              | 7   | 5      | 4      | 16    |
| 13   | Allemagne de l'Est | 4   | 1      | 3      | 8     |
| 14   | Danemark           | 3   | 6      | 6      | 15    |
| 15   | Russie             | 3   | 5      | 4      | 12    |
| 16   | Lituanie           | 3   | 3      | 5      | 11    |
| 17   | Pologne            | 3   | 3      | 3      | 9     |
| 18   | Norvège            | 3   | 2      | 4      | 9     |
| 19   | Slovaquie          | 3   | 2      | 1      | 6     |
| 20   | Biélorussie        | 2   | 1      | 1      | 4     |
| 21   | Luxembourg         | 1   | 2      | 3      | 6     |
| 22   | Nouvelle-Zélande   | 1   | 2      | 2      | 5     |
| 23   | Ukraine            | 1   | 2      | 1      | 4     |
| 24   | Irlande            | 1   | 1      | 3      | 5     |
| 25   | Slovénie           | 1   | 1      | 2      | 4     |
| 26   | Colombie           | 1   | 0      | 1      | 2     |
| 27   | Lettonie           | 1   | 0      | 0      | 1     |
| 27   | Portugal           | 1   | 0      | 0      | 1     |
| 29   | Canada             | 0   | 3      | 4      | 7     |
| 30   | Tchécoslovaquie    | 0   | 2      | 2      | 4     |
| 31   | Autriche           | 0   | 1      | 3      | 4     |
| 32   | Hongrie            | 0   | 1      | 1      | 2     |
| 33   | Kazakhstan         | 0   | 0      | 2      | 2     |
| 34   | Finlande           | 0   | 0      | 1      | 1     |
| 34   | Uruguay            | 0   | 0      | 1      | 1     |
|      | Total              | 265 | 265    | 265    | 795   |

| Rang | Continent | Or  | Argent | Bronze | Total |
| ---- | --------- | --- | ------ | ------ | ----- |
| 1    | Europe    | 241 | 231    | 234    | 706   |
| 2    | Amérique  | 15  | 18     | 18     | 51    |
| 3    | Océanie   | 9   | 16     | 11     | 36    |
| 4    | Asie      | 0   | 0      | 2      | 2     |
|      | Total     | 265 | 265    | 265    | 795   |